# ウェッデル海

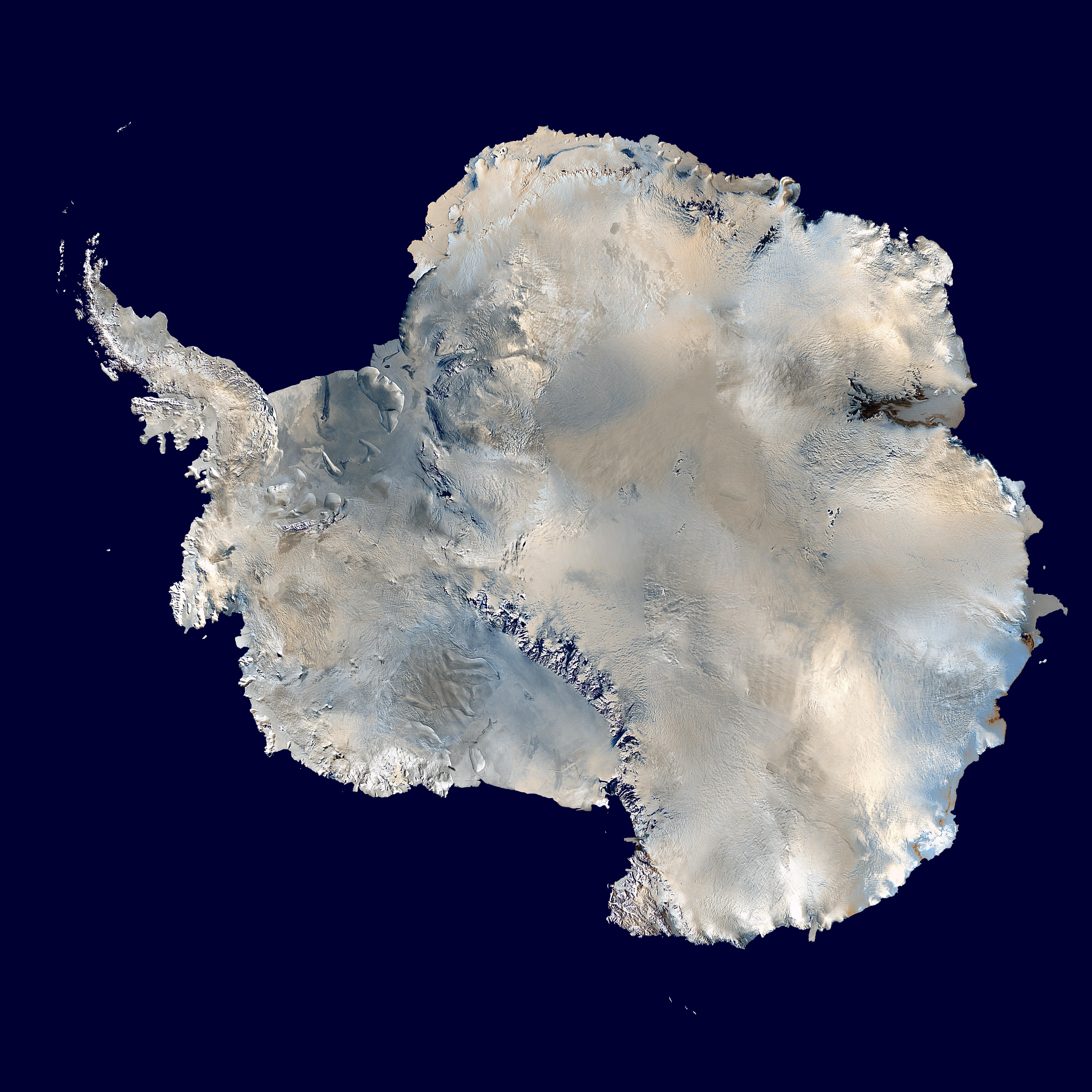
南極の衛星画像：左上の「湾」部分がウェッデル海である

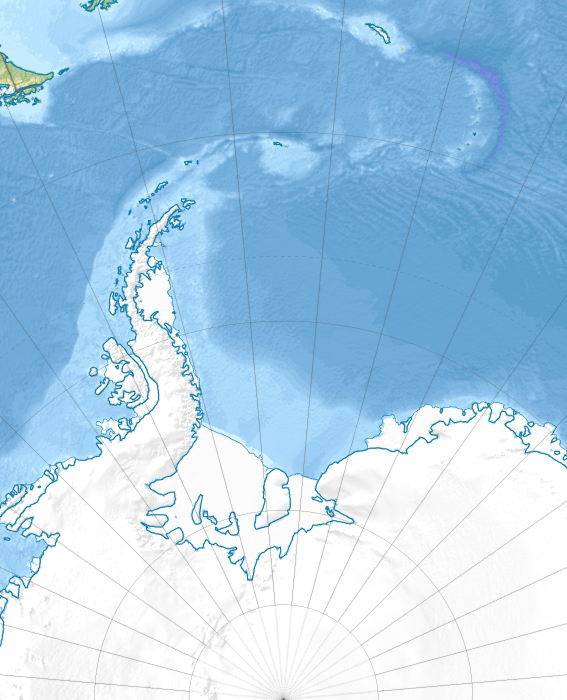
ウェッデル海

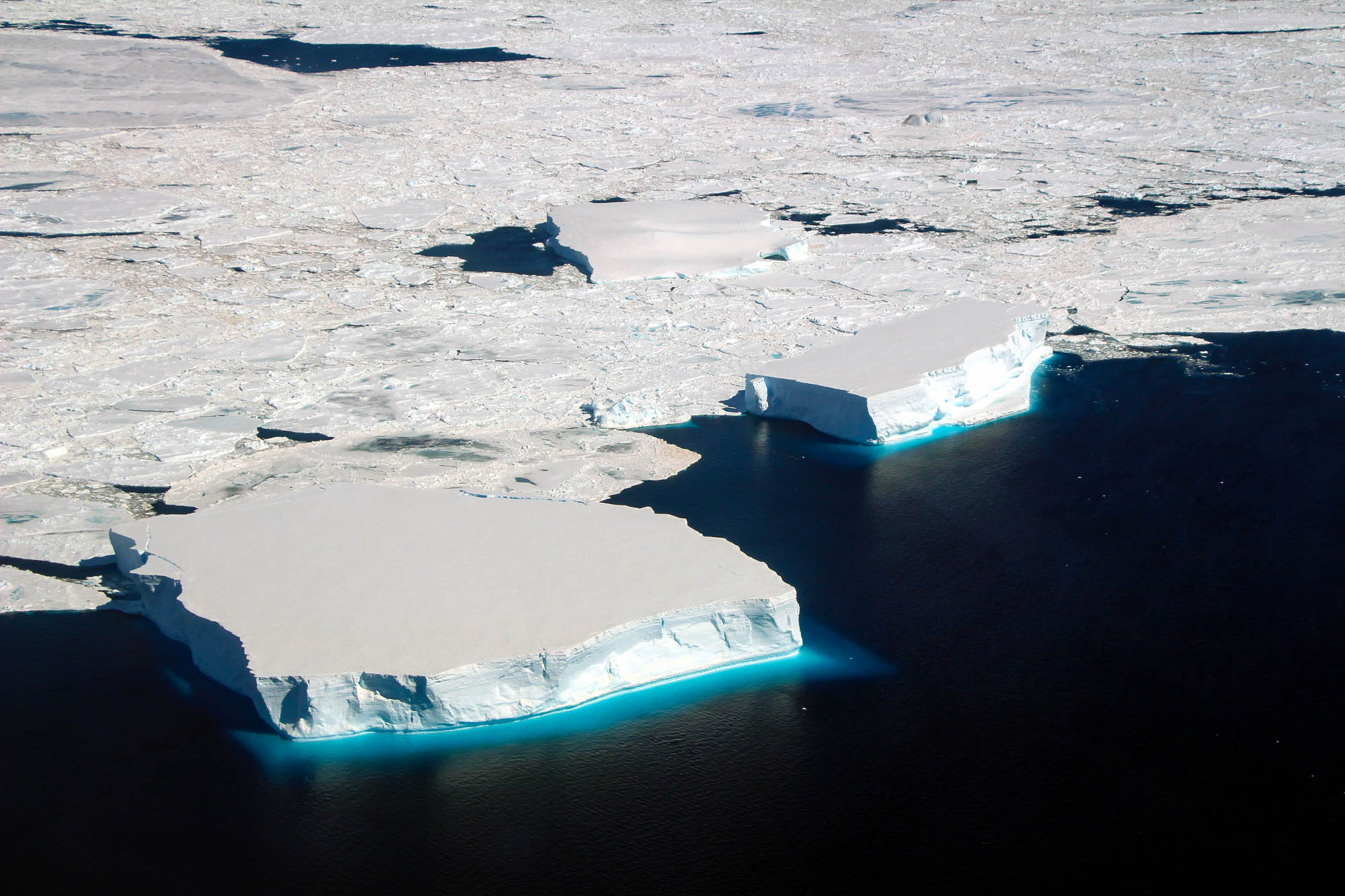
ウェッデル海の氷山

ウェッデル海（ウェッデルかい、Weddell Sea）は、南極海の一部を構成する海域。名称は、1823年にこの海域の南緯74度まで達したジェームズ・ウェッデルに因む。

## 概要
面積は約2800万km2、幅は最大で2000km。スコシア海の南に広がり、西は南極半島でベリングスハウゼン海、東はドロンニング・モード・ランドのノルベジア岬でホーコン7世海と区切られる。南極大陸に深く湾入しており、南部はフィルヒナー・ロンネ棚氷（Filchner-Ronne Ice Shelf）に覆われている。バークナー島（Berkner Island、実際には島ではなく、浅海に棚氷が乗り上げた高地形）を境に、東がフィルヒナー棚氷、西がロンネ棚氷と呼ばれている。
最初の広範な探検はウィリアム・スペアズ・ブルースにより1902 - 1904年になされた。また、アーネスト・シャクルトンの遭難と帰還で有名な帝国南極横断探検隊の舞台にもなった。
この海域とその沿岸の領有権を主張しているのはイギリス（イギリス領南極地域）、アルゼンチン（アルゼンチン領南極地域）、チリ（チリ領南極地域）の3カ国である。ただし、南極条約によって、南極地域における領土主権と請求権は凍結されている。 